# Kászoni Zoltán
Kászoni Zoltán (Barót, 1928. január 22. – Budapest, 2015. január 14.) romániai magyar halbiológus, halászipari szakmérnök, vadbiológus, szakíró. Fia Kászoni Zoltán István, lánya Kászoni Tünde.

## Életrajza
Édesapja, Kászoni Gáspár, a brassói Encián Turistaegyesület alapítója volt.
A Kolozsvári Római Katolikus Főgimnáziumban 1948-ban végzett középiskolai tanulmányai után, a Moszkvai Halászati és Halipari Egyetemen végzett halbiológusi és halászati mérnöki képzést, itt 1953-ban diplomázott. Feleségével, Irénkével is ekkor ismerkedett meg; fiúk Kászoni Zoltán István újságíró.
Mezőzáhon kezdte pályáját, majd halászati felügyelőnek nevezték ki. Később a román fővárosba került és ott dolgozott. Tiszteletbeli alelnöke a baróti Gaál Mózes Közművelődési Egyesületnek. Saját bevallása szerint szakmája, a horgászat mellett a vadászat a másik hobbija.
Idősebb korában fiát és lányát követve az anyaországba költözött. 2015. január 14-én hunyt el Budapesten.

## Munkássága
Mezőzáhon volt főagronómus, később Erdély, a Bánság és a Partium halászati felügyelője, majd a bukaresti Halászati Kutatóintézet laborfőnöke, aztán igazgatója. Több éven át halászati államtitkár, a román óceáni halászflotta egyik létrehozója.
Hosszú ideig a Román Országos Vadász- és Horgászegyesület alelnöke, később, főtitkára. Bukarestből való távozása után Kovászna megye erdészeti főfelügyelőként dolgozott.

### Művei
Kászoni Zoltán írta az első magyar nyelvű halászati szakkönyvet Romániában, mely 1959-ben jelent meg. Aztán számos könyve jelent meg akvarisztika, horgászat, vadászat és más témában, továbbá különböző magyarországi, romániai és más európai államokbeli szaklapokban több mint 300 szaktanulmányt publikált.
Megjelent könyvei a kiadás évének sorrendjében:
- Akvarisztika és sporthorgászat, Bukarest, Tudományos Könyvkiadó, 1963
- Acvaristica (román), Bukarest, Editura Științifică, 1970
- Akvarisztika, Bukarest, Tudományos Könyvkiadó, 1972
- Sporthorgászat, Bukarest, Ceres, 1973
- Creșterea peștilor în iazuri și heleșteie (román), Ceres, 1974
- Acvariu (román), Bukarest, Sport-Turism, 1976
- Pescuitul sportiv (román), Bukarest, Sport-Turism, 1981
- Horgászkönyv, Bukarest, Kriterion, 1988
- Az a medvés, pisztrángos csodás Erdély, Budapest, Agroinform, 1999
- Hal és horgászat Erdélyben, Marosvásásrhely, Lyra, 2001
- A Kárpát-medencei vadaskönyv, Budapest, Terraprint, 2003
- Vad és vadászat Erdélyben, Marosvásárhely  Mentor, 2005
- Wass Albert szülőföldje, vadászatai, Budapest, Agroinform Kiadó, 2005
- Vad és vadászatok Erdélyországban - Eleven örökség, Budapest, Agroinform Kiadó, 2007
- Vizek, halak, pisztráng- és pontytenyésztés Székelyföldön, Csíkszereda, Alutus, 2008
- Székelyföldi vadászatok, Marosvásárhely  Mentor, 2009
- Kerti tavak , Budapest, Agroinform Kiadó, 2009
- Wass Albert ősök, elődök, Budapest, Agroinform Kiadó, 2010
- Háromszék élő kincsei, Barót, Tortoma, 2011
- A halak világának titkai; Agroinform, Bp., 2012
- Székelyföld halai. Erdélyi költők verseivel; Tortoma, Barót, 2013